# Tupolev Tu-16
Il Tupolev Tu-16 (in cirillico Туполев Ту-16, nome in codice NATO Badger) era un bombardiere bimotore a getto ad ala bassa a freccia progettato dall'OKB 156 diretto da Andrej Nikolaevič Tupolev, sviluppato in Unione Sovietica negli anni cinquanta.
Entrò in linea circa cinque anni dopo il Boeing B-47 Stratojet statunitense, con il quale aveva molto in comune in termini di capacità complessive, ma un'architettura totalmente differente: decisamente "tradizionale" per quanto riguarda la fusoliera, molto avanzata nel campo della propulsione grazie a due soli motori di elevata potenza.
Il Tu-16 è un velivolo molto significativo perché partiva da un antenato comune, il B-29, riprodotto anche in URSS come Tu-4, rispetto al suo più diretto equivalente americano, il B-47. Il Tu-16 restava però più aderente al progetto originale, e in generale, si trattava ancora di una macchina classica, con un equipaggio numeroso e con un gran numero di cannoni difensivi.
Il tipo di propulsione però, essendo data da 2 soli reattori, era particolarmente innovativo, e lo proiettava quasi nella generazione successiva dei moderni aerei da interdizione ed attacco. Ed è proprio la disponibilità di motori tanto potenti che rendeva il Tu-16 tanto interessante, aerodinamico e sostanzialmente maturo già per la produzione in serie dopo pochi perfezionamenti.

## Sviluppo
Quando la specifica per il nuovo bombardiere venne emessa nel 1950, lo Stratojet volava già da 3 anni ed è facile pensare che i requisiti venissero modellati anche in funzione di questa macchina. Per l'URSS questo non sarebbe stato sufficiente dato che gli Stati Uniti avevano basi avanzate in Europa e Giappone da cui poter colpire anche con macchine leggere il territorio sovietico, mentre quello americano, Alaska esclusa (territorio venduto a suo tempo dalla Russia), era raggiungibile a stento solo con macchine a lungo raggio, essendo necessario coprire distanze di almeno 11.000 km tra andata e ritorno (5.500 sono non casualmente il limite tra missili a medio raggio ed ICBM).
In ogni caso, la tecnologia dell'epoca non era matura per permettere di meglio, quantomeno con aerei a reazione, e il Tu-16 seguiva macchine sperimentali come l'Ilyushin Il-22 e il Sukhoi Su-10, oltre che velivoli a corta autonomia come l'Il-28 e il Tu-14. A quest'ultimo doveva sicuramente molte delle conoscenze tecniche accumulate con la progettazione di motori a reazione, e anzi si può credere che il velivolo fosse una sorta di evoluzione del progetto con ali a freccia con potenza e pesi incrementati.
Il nuovo progetto Tupolev si scontrò con altri, quali il Baade B-150 (lo Junkers EF.150 tedesco), l'Il-30 e l'Il-46. Il Tu-16 si chiamava originariamente Tu-88, e riprendeva le caratteristiche di alcuni altri progetti, quali la fusoliera del Tu-85 e le ali a freccia studiate per il Tu-82 e 86, modelli progettati nel 1949. Grazie a due motori Mikulin M 209, poi ridesignati AM-3, capaci già di una spinta originaria di oltre 6.000 chili, il prototipo volò già il 27 aprile 1952.
Estremamente semplice ed elegante, entrò subito in produzione riducendo il vantaggio temporale del B-47, visto che i problemi di sviluppo, se ci furono, non richiesero certo soluzioni complesse. Già alla parata del 1954 vennero mostrate nove delle prime macchine, ancora di preserie, mentre 15 mesi dopo, nell'agosto del 1955, ci furono non meno di 54 aerei in volo.

## Tecnica
Il Tupolev Tu-16 è un velivolo metallico, monoplano, con ali a freccia costante e motori elegantemente annegati alla base delle stesse. All'interno delle ali, che costituiscono il principale elemento di novità con la loro velatura (anche i piani di coda sono a freccia) dentro a carenature sistemate verso il bordo d'uscita, vi sono i due elementi retrattili del carrello d'atterraggio, dotati di due coppie di ruote in tandem.
Il bordo d'uscita era interamente occupato da parti mobili, alettoni nel terzo esterno e ipersostentatori in due sezioni per gli altri due settori, aiutati da alettoni ausiliari posti nel dorso dell'ala.
L'equipaggio è di 7-8 uomini, sistemati sia a prua che a poppa. A prua ci sono 2 piloti affiancati (che non ha comportato, malgrado questo, una riduzione della velocità significativa, che quasi raggiunge quella del B-47), navigatore ed altri 2 operatori mitraglieri; a poppa invece ci sono altri due uomini di equipaggio.
Il carburante per i motori è sistemato in due grandi serbatoi in fusoliera, uno davanti e l'altro dietro il vano portabombe, capace di circa 9.000 kg di ordigni e molto ampio, per potere essere anche un valido sistema per trasportare armi convenzionali in quantità, come 16-18 bombe da 500 kg.

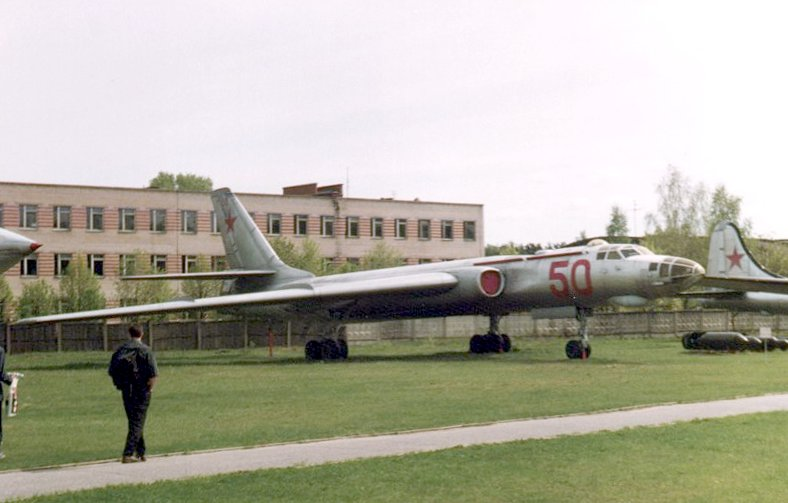
Un Tu-16 in mostra al Museo centrale delle aeronautiche militari di Monino, Mosca.

Le armi difensive comprendono due torrette a bassissima resistenza aerodinamica, simili a quelle del B-29 ma armate di due cannoni NR-23, almeno una parte in posizione semiretrattile. Anche la coda ha una postazione assistita da un radar con due cannoni, ma qui esiste anche un operatore umano che la presiede con un'ampia vetratura.
Il sistema avionico varia molto; alcuni esemplari hanno un radar di ricerca ventrale, con il muso vetrato, altri hanno il muso solido, occupato interamente da un dielettrico che nasconde una grande antenna radar per la ricerca antinave. Curiosamente, un altro cannone è spesso disposto, fisso, nel muso; probabilmente serviva per eventuali incontri con pattugliatori marittimi nemici.
Il Tupolev aveva il vantaggio di una grande semplificazione di impiantistica e manutenzione rispetto al quasi contemporaneo B-47, della stessa classe ma leggermente più pesante, in quanto la spinta complessiva, analoga, era ottenuta con soli due motori, contro i ben sei dell'americano.
I motori erano poi elegantemente affogati alla radice della ali stesse, sebbene così fossero un po' meno raggiungibili per la manutenzione. Il carburante, in uno dei modelli più recenti, il Tu-16K Badger-G9, ammontava a ben 42.950 litri, sia nella fusoliera che (a differenza dello Stratojet) nei serbatoi letteralmente disposti dentro tutta la lunghezza delle ali. Era disponibile anche la sonda per il rifornimento in volo, per la prima volta su un aereo sovietico operativo.
Le dotazioni elettroniche variavano moltissimo a seconda del modello e comprendevano ECM, radar di scoperta e navigazione, radar telemetrici per le torrette di coda e molto altro ancora.

## Versioni
- Tu-88 "Badger": prototipo, tre esemplari prodotti. Volò per la prima volta il 27 aprile 1952.
- Tu-16 "Badger-A": primo modello di serie, con poche differenze rispetto agli ultimi due prototipi. Due aerei di questa serie furono modificati per stabilire un record di velocità a circuito chiuso di 1000 km con 913 km/h.
- Tu-16A "Badger-A": la A dopo il numero deriva da Atom, versione predisposta per attacchi nucleari.
- Tu-16G: assegnato all'Aeroflot per l'addestramento degli equipaggi dei Tupolev Tu-104 (la G sta per il russo versione civile).
- Tu-16(K) Korvet: versione specializzata per il soccorso in mare, con motoscafi radiocomandati Fregat paracadutabili vicino agli obiettivi. Si trattava di una soluzione ingegnosa e radicale rispetto a qualunque altra tecnica di soccorso in mare, specie se si considera che si avvaleva di un veloce aerojet. Nel 1988 i battelli furono ammodernati sostituendoli con modelli Yersh.
- Tu-16LL/P Jolka: bombardieri convertiti come banchi prova volanti per motori ed apparati elettronici.
- Tu-16N "Badger-A": versione aerocisterna con sistema a tubo flessibile per il collegamento con le sonde poste sulle estremità alari degli altri Badger.
- Tu-16T "Badger-A": il "Badger" diede addirittura vita ad un ultimo interessante modello che chiuse l'epopea degli aerosiluranti, grazie ai RAT-52 a razzo. Successivamente i siluri continuarono ad essere usati dagli aerei, ma solo nel ruolo antisom. Questa versione poteva portare anche mine.
- Tu-16KS-1 "Badger-B": simile al precedente, ma provvisto di agganci ed elettronica per l'uso di due missili antinave AS-1 Kennel (Mikoyan KS-1 Kometa III).
- Tu-16K-10 "Badger-C": dotato di un grande radar "Puff Ball" anteriormente e dotato di missili KS-10 (AS-2 Kipper)
- Tu-16K-26: aggiornamento della versione precedente, con missili K-26 (AS-6 Kingfish).
- Tu-16E/R/P "Badger-D/E/F": modelli da ricognizione elettronica; il primo serviva anche come aereo di mezzaguida per i missili antinave lanciati da lunghe distanze.
- Tu-16K-11 "Badger-G": modello modificato per l'uso dei missili K-11 (AS-5 Kelt), esportato anche in Egitto ed Iraq.
- Tu-16K-26: come il precedente, ma destinato ai soli AS-6 Kingfish.
- Tu-16PP "Badger-H": modello per la guerra elettronica dotato di lanciatori di chaff in grande quantità.
- Tu-16RM "Badger-J": dotato di disturbatori attivi per ECM di tipo offensivo, a lungo raggio, era una macchina per la guerra elettronica più evoluta del precedente.
- Tu-16P "Badger-K/L": versioni da ricognizione elettronica e fotografica.
- Tu-104 "Camel": la velatura e i motori del Tu-16 vennero usati per questo primo aereo da trasporto a reazione sovietico, ma la cosa non ebbe molto successo.

### Versione cinese
- H-6: nel 1957 la Cina ottenne un Tu-16 smontato e tutta la documentazione tecnica per la sua realizzazione su licenza. Il prototipo volò già nel 1959, ma impiegò molto tempo ad entrare in servizio operativo, e alla fine degli anni ottanta la produzione, passata a vari aggiornamenti, era stata di circa 100-120 esemplari. Il modello H-6D era dotato di missili Silkworm, elaborazione locale degli Styx. Di questi, quattro esemplari sono stati esportati anche in Iraq.

## Impiego
Entrato in linea già nel 1954-55, il "Badger" è stato un importante protagonista della guerra fredda. Impiegato per l'attacco nucleare, la ricognizione marittima ed elettronica e l'attacco con missili stand-off di vari e migliorati modelli antinave o da attacco terrestre, il Tu-16 si è rivelato longevo, affidabile e molto manovriero.
L'unica pecca è stata la presenza di troppe torrette difensive, che lo hanno solo appesantito in quanto quella caudale era certamente sufficiente. Curiosamente, anche i modelli avanzati non hanno rinunciato alle torrette difensive, nonostante il fatto che i missili rendessero queste ultime piuttosto anacronistiche.
Il "Badger", grazie al modello Tu-104, ha tentato anche l'impiego come macchina civile, data la spaziosità della fusoliera già nel modello originale e l'efficienza dei motori e della velatura; il risultato però era un velivolo troppo piccolo e rumoroso per essere ben accetto. Divenne tuttavia la base dell'industria dei jet civili sovietici.
I cinesi hanno impiegato largamente il "Badger" come macchina strategica e lo usano ancora oggi. Comparato al B-47, è leggermente inferiore come velocità e autonomia, ha più armi difensive, ed è entrato in linea un po' in ritardo, si pilota certamente meglio e con più sicurezza e non soffre di sottopotenziamento. La sua stabilità è evidenziata anche dalla possibilità di trasportare forti carichi asimmetrici come i missili AS-6 sotto un'ala (oltre 5 tonnellate); nell'insieme si è dimostrato un apparecchio longevo e versatile.
Gli esemplari egiziani, 30 in tutto, vennero impiegati nel corso della guerra civile dello Yemen del Nord, ma furono tutti distrutti nella guerra dei Sei Giorni da attacchi al suolo degli israeliani. Fino a quel momento erano i più potenti aerei d'attacco presenti in Medio Oriente. In seguito ne furono forniti altri e combatterono nella guerra del Kippur del 1973.
Anche l'Iraq ha comprato aerei di questo tipo, sia sovietici che cinesi, e ne ha fatto largamente uso. Anche l'Indonesia ha avuto alcuni Tu-16 nelle sue file.

### I missili del Tu-16
Il "Badger" poteva utilizzare numerosi missili aria-superficie di crociera, che ne aumentarono di volta in volta l'efficienza e la possibilità di superare le difese aeree nemiche. Il concetto di "incrociatore lanciamissili", come riportato dalla propaganda sovietica, era in effetti un settore in cui i sovietici, malgrado la decisa inferiorità iniziale in termini di tecnologia propulsiva ed elettronica rispetto agli statunitensi, hanno insistito e massicciamente investito.
Il Tu-16 aveva così la capacità di lanciare missili potenti su ogni tipo di obiettivo, navale ed aereo, sia nucleari come convenzionali, riuscendo a restare un valido bombardiere d'attacco per molti anni ancora dopo che la fine del bombardamento "convenzionale", decretata dalle difese missilistiche e da caccia ad alte prestazioni, lo avrebbe altrimenti reso obsoleto.
Di seguito c'è un breve elenco dei missili che potevano essere montati sul Tu-16:
- Mikoyan KS-1/"AS-1 Kennel": primo modello di missile cruise aria-terra sovietico, utile per l'attacco antinave e con ben 100 km di gittata. Aveva una guida radar, probabilmente solo semiattiva. La gittata era superiore a quella dei missili antiaerei navali dell'epoca, anche se il sistema di guida non era ancora del tutto soddisfacente. La sua struttura ricordava quella di un caccia-jet, con una presa d'aria sul davanti e una velatura simile a quella di un MiG-15. Due esemplari potevano essere alloggiati sotto le ali dei Tu-16 "Badger-C". In seguito fu relegato ai lanci da difese costiere e all'uso come aerobersaglio, due impieghi che ne resero utili le cellule anche quando come arma di lancio da bombardieri erano caduti ormai in disuso.
- Ks-10/"AS-2 Kipper": se il modello precedente non era del tutto soddisfacente in termini di gittata e di guida, il Kipper era diverso e più complesso, dotato di un turbogetto esterno, con un'aerodinamica capace di sostenere velocità supersoniche.
Le testate potevano essere sia nucleari che convenzionali e il sistema di guida era radar-attivo. La sua massa di 4.400 kg rendeva praticamente possibile il trasporto solo sotto la fusoliera, quindi un solo esemplare poteva essere alloggiato per aereo. Somigliava a progetti simili dell'epoca, come l'Hound Dog statunitense. Non ebbe molto successo e non durò molto in servizio, dal momento che un unico missile era considerato insufficiente, come anche le prestazioni non erano migliori del predecessore.
- AK-11/"AS-5 Kelt": derivazione a razzo del Kennel, era superiore nelle prestazioni, sia in velocità, leggermente supersonica, che nella gittata, ora di 120–250 km a seconda della quota di crociera. Utilizzato sia con testate nucleari che convenzionali, aveva sistemi di guida radar attivi e passivi. Impiegato nella guerra del Kippur, dove distrusse due centri radar israeliani e un deposito. Furono abbattuti alcuni Kelt (non è chiaro quanti di quelli che non giunsero a destinazione) e un unico Tu-16, cosa che conferma l'aumento delle probabilità di sopravvivenza grazie all'uso di armi stand-off.
- K26/"AS-6 Kingfish": era il missile da crociera definitivo per il "Badger", dotato di velocità supersoniche/ipersoniche, gittata fino ad oltre 300 km, testata nucleare o convenzionale, sistemi di guida radar attivi o passivi. Era pesante oltre 5.000 kg e lungo oltre 10,5 metri, ma l'aereo era in grado di trasportarlo sotto l'ala malgrado lo squilibrio causato. Quest'arma è rimasta relegata al Tu-16, nonostante fosse più moderna dell'As-4.

## Velivoli comparabili
Cina
- Xian H-6

 Regno Unito
- Avro Vulcan

 Stati Uniti
- Boeing B-47 Stratojet